# Siljansøen
Siljansøen i Dalarna er Sveriges arealmæssigt sjettestørste sø. Sammen med søerne Orsasjön og Insjön har den et areal på 354 kvadratkilometer. Søen ligger 161 meter over havets overflade. Den største dybde er 134 meter. Afvanding sker gennem Österdalälven til Dalälven. Sollerön er den største ø i søen.
For 365 millioner år siden slog en meteorit ned med stor kraft og dannede hvad der i dag kaldes Siljansringen. Siljansøen, Orsasjön, Skattungen, Oresjön og småsøerne i Bodadalen udgør meteorkraterets ydre ring. Nedslagskrateret måler 50 kilometer i diameter og er det største kendte nedslagssted i Europa.
60°51′N 14°48′Ø / 60.850°N 14.800°Ø
- Wikimedia Commons har flere filer relateret til Siljansøen